# Love Yourself
«Love Yourself» es una canción interpretada por el cantante canadiense Justin Bieber, incluida en su cuarto álbum de estudio Purpose (2015). Publicada el 9 de noviembre de 2015 como tercer sencillo oficial del álbum por la compañía discográfica Def Jam Recordings. Fue compuesta por  Ed Sheeran, Ishaan Bharadwaj y Benny Blanco.
«Love Yourself» recibió comentarios positivos por parte de la crítica, quienes entre otras, elogiaron la colaboración de Bieber con Ed Sheeran, así como también destacaron la madurez del cantante. En los 59.ª Premios Grammy, el tema estuvo nominado a Canción del año y Mejor interpretación vocal pop solista, además ganó un American Music Award en 2016, en la categoría Canción pop/rock favorita. En el ámbito comercial, tuvo un éxito indiscutible. Alcanzó el primer lugar en países como Estados Unidos, Reino Unido, Canadá y Australia, además alcanzó los diez primeros en otros mercados más. En Estados Unidos. Bieber se convirtió en el primer artista masculino desde Justin Timberlake en 2006 en conseguir tres sencillos número uno en Estados Unidos, de un mismo álbum, y en Reino Unido, Bieber rompió el récord de The Beatles de mayor número de semanas en las dos primeras posiciones del UK Singles Chart. Según la Federación Internacional de la Industria Fonográfica (IFPI), el sencillo vendió 11,7 millones de copias a nivel mundial, por lo cual se cataloga como uno de los sencillos más vendidos en el mundo.
El vídeo musical de la canción se lanzó el 14 de noviembre de 2015 junto con los otros vídeos de Purpose: The Movement. El clip fue comparado con los trabajos de Sia. Para la promoción del tema, lo interpretó en algunos programas de televisión como el de Ellen Degeneres, también en diversas galas de premios, como en la 58.ª edición de los Premios Grammy. Algunos artistas como Alessia Cara, Halsey, Conor Maynard, entre otros realizaron su propia versión del tema.

## Antecedentes y lanzamiento

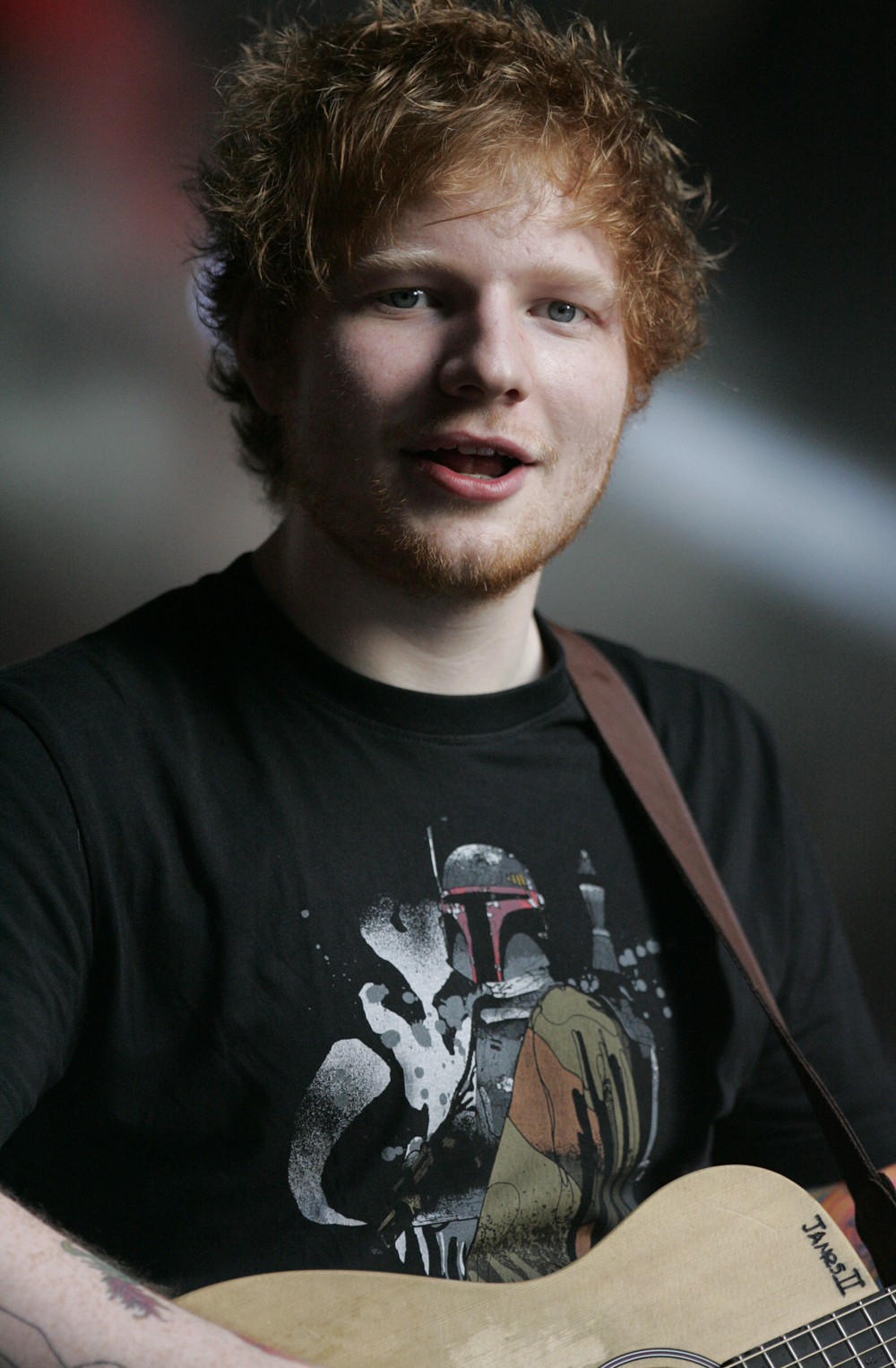
Ed Sheeran escribió inicialmente «Love Yourself» para su tercer álbum ÷ antes de dársela a Bieber.

El 29 de septiembre de 2015, Justin Bieber anunció en una entrevista con el programa matutino australiano Sunrise que el cantante y compositor británico Ed Sheeran había escrito una canción para su entonces próximo álbum. Más tarde, durante una entrevista para Capital FM, Bieber reveló detalles sobre la canción, diciendo: «Sólo soy yo y una guitarra, básicamente fue así como empecé a tocar en las calles con una guitarra». Acerca de Sheeran, dijo: «Creo que es uno de los escritores más talentosos ahora mismo, por lo que sólo para tener su entrada y sus historias y nuestras historias y compararlas y decir "¿Qué ha pasado?" Y contar la misma historia». En otra entrevista para la misma red radial, comentó sobre la colaboración, declarando: «Fue un proceso, solo nos juntamos, ya sabes, en la misma habitación, porque hicimos un montón de cosas separadas, es un buen tipo, super talentoso, muy buen compositor, tan solo para poder trabajar con ese calibre de compositor fue realmente, realmente impresionante». En 2017, Sheeran reveló que «Love Yourself» fue escrito para su tercer álbum ÷. También dijo en una entrevista que la pista habría sido desechada antes de que Bieber tomara la canción.
El 9 de noviembre de 2015 «Love Yourself» se estrenó en Beats 1 junto con «The Feeling». La canción también entró en disponibilidad en iTunes el mismo día, como sencillo promocional de Purpose, para que un mes después —5 de diciembre— fuera confirmado como tercer sencillo oficial del álbum. Al hablar con Ryan Seacrest, Bieber dijo que «Love Youtrself» es definitivamente «sobre alguien de mi pasado, alguien que no quiero poner en alto», describió la canción como «cool porque tanta gente puede resonar con eso, porque cuántas mujeres regresamos por esa mamá que realmente no le gusta necesariamente?».

## Composición
«Love Yourself» fue escrita por Ed Sheeran (quien además aporta los coros del tema) y Benjamin Levin, mientras que este último, bajo su nombre de producción «Benny Blanco» se encargó tanto de la producción, como de la instrumentación y programación. Según la partitura publicada en Musicnotes, como por Sony/ATV Music Publishing LLC, la canción está compuesta en la tonalidad de Mi mayor con un tempo moderado de 100 pulsaciones por minuto y una firma de tiempo de 4/4. La voz de Bieber va desde la nota B2 hasta la B4. «Love Yourself» es una canción pop acústica, con solo voz, una guitarra eléctrica, y una breve ráfaga de trompetas, que fue considerada «la más moderada y menos electrónica de las nuevas canciones de Bieber».
Líricamente, «Love Yourself» es un beso para un examante narcisista que le hizo mal al protagonista, con Bieber cantando en un tono rápido y rencoroso mientras «odiaba a una chica por amarse demasiado».  En el pre-coro, canta con un tono ronco en los registros inferiores: «A mi mamá no le gustas, y a ella le gusta todo el mundo», en un «estilo que se adapta bien a Sheeran», de acuerdo a Brittany Spano de Rolling Stone. «Y a mí nunca me gustó admitir que estaba equivocado, y he estado tan sumergido en mi trabajo, que no vi lo que está pasando, pero ahora lo sé, estoy mejor durmiendo solo», continúa. En la parte del coro, Bieber canta: «Porque si tanto te gusta cómo te ves, oh cariño, deberías de ir y quererte a ti misma», que para Amy Davidson de Digital Spy «love yourself» significaría «f*ck yourself» en este contexto. En el puente de la canción, Bieber utiliza un estilo de «brass-and-vocalese».

## Recepción crítica
Andrew Unterberger, de Spin, lo llamó «una pista de besos que salpica la tierra y se ríe cruelmente, presenta un calibre sin precedentes para Bieber de detalles líricos, y su arreglo mínimo permite que todas las púas líricas salten como una de los tonos de palma de la canción, sin embargo, para esas uvas agrias, 'Love Yourself' todavía suena exultante, uno de los muchos recordatorios de este año que, a pesar de su insistencia en ser una buena persona, Bieber puede ser mejor servido como talón del Top 40». Leah Greenblatt de Entertainment Weekly exaltó a la canción como uno de sus favoritos del álbum, nombrándola «la primera pista de música campfire-folk del mundo». Asimismo, Amy Davidson, de Digital Spy, estuvo de acuerdo, calificándola como «una deliciosa balada venenosa». Sheldon Pearce of Complex elogió tanto a «Sorry» y «Love Yourself» por «mostrar lo mejor de Bieber en tándem: el alcance completo de sus estilizaciones pop-blue-eyed soul que da cuerpo a espacios electrónicos y acústicos». Asimismo, Joe Rivers de Clash Music señaló que tanto «Sorry» como «Love Yourself» están «hábilmente subestimadas» y ciertamente demuestran que «Bieber se da cuenta de que su público principal está madurando como él». Kenneth Partridge de Billboard escribió que Bieber «exageraba su renovada espiritualidad [...] haciéndose [...] como John Mayer haciendo a Sam Smith», citando la pista como un ejemplo. Josh González de Music Times pensó que la canción era un fresco cambio de ritmo y asentir musicalmente a su dúo con Cody Simpson "Home to Mama" en 2014», añadiendo que: «Bieber es un gran vocalista y lo hace bien en pistas acústicas».
Para Janine Schaults, editora de Consequence of Sound, «todo el crédito se dirige a los poderes mágicos querubianos de Sheeran. Refrescantemente, sólo una guitarra y un interludio de trompeta solitario acompañan la entrega tímida de Bieber». Entre tanto, Michelle Geslani de la misma publicación opinó que la pista «suena exactamente a lo que se espera de una reunión de estas dos mentes», teniendo en cuenta que «Thinking Out Loud» se cruzó con un «discreto Bieber, enfermo de amor». Kitty Empire, de The Observer, apreció la canción por «desmontar todo de vuelta muy eficazmente a una línea de guitarra y voz». En una reseña mixta, Annie Zealski de The A.V. Club, señalando que «a pesar de ser un beso muy tranquilo para un ex presuntuoso, es un pop acústico genérico». En una crítica menos favorable, Brad Nelson de Pitchfork Media escribió que, líricamente, «es innecesariamente malo, ni gracioso ni inteligente, y no sirve para justificar la severidad de su perspectiva». Al Horner de NME señaló que la canción es «tradicionalmente más Bieber, y su gran gancho pop está fuera de lugar en medio de la vanguardia electrónica». Sam C. Mac de la revista Slant Magazine llamó la letra «involuntariamente hilarante». Alex Macpherson, de The National, lo llamó «una colaborativa colaboración de Ed Sheeran». Para Jordi Bardají de Jenesaispop, consideró que el tema tiene «una melodía atemporal que podría haber cantado cualquier persona en cualquier momento de los últimos cincuenta años», continua alabando la producción, llamándola «limpia e impoluta».

### Premios y nominaciones
Durante la promoción del sencillo, tanto Justin Bieber como «Love Yourself» recibieron varios premios y nominaciones en distintas ceremonias, las cuales destacan los American Music Awards o los Premios Grammy. A continuación, una lista con algunos de los reconocimientos de la era:
| Año  | Premiación                  | Categoría                              | Resultado | Ref.   |
| ---- | --------------------------- | -------------------------------------- | --------- | ------ |
| 2016 | American Music Award        | Canción pop/rock favorita              | Ganador   | [ 5 ]  |
| 2016 | Danish Music Awards         | Mejor éxito internacional              | Ganador   | [ 43 ] |
| 2016 | Latin American Music Awards | Canción favorita - crossover           | Ganador   | [ 44 ] |
| 2016 | MelOn Music Awards          | Mejor canción pop                      | Ganador   | [ 45 ] |
| 2016 | NRJ Music Awards            | Canción internacional del año          | Ganador   | [ 46 ] |
| 2016 | Rockbjörnen                 | Canción extranjera del año             | Nominado  | [ 47 ] |
| 2016 | Teen Choice Awards          | Canción de ruptura                     | Ganador   | [ 48 ] |
| 2017 | Premios Grammy              | Canción del año                        | Nominado  | [ 4 ]  |
| 2017 | Premios Grammy              | Mejor interpretación vocal pop solista | Nominado  | [ 4 ]  |
| 2017 | APRA Music Awards           | Trabajo internacional del año          | Nominado  | [ 49 ] |
| 2017 | iHeartRadio Music Awards    | Mejor letra                            | Ganador   | [ 50 ] |

## Recepción comercial
«Love Yourself» obtuvo un éxito comercial mundial, pues llegó al número uno en treinta listas musicales de veintiún naciones y a los diez primeros puestos en 51 países en total (ver sección de posicionamiento en listas semanales). Según la Federación Internacional de la Industria Fonográfica (IFPI), el sencillo vendió 11,7 millones de copias a nivel mundial, por lo cual se cataloga como uno de los sencillos más vendidos en el mundo.

### Norteamérica

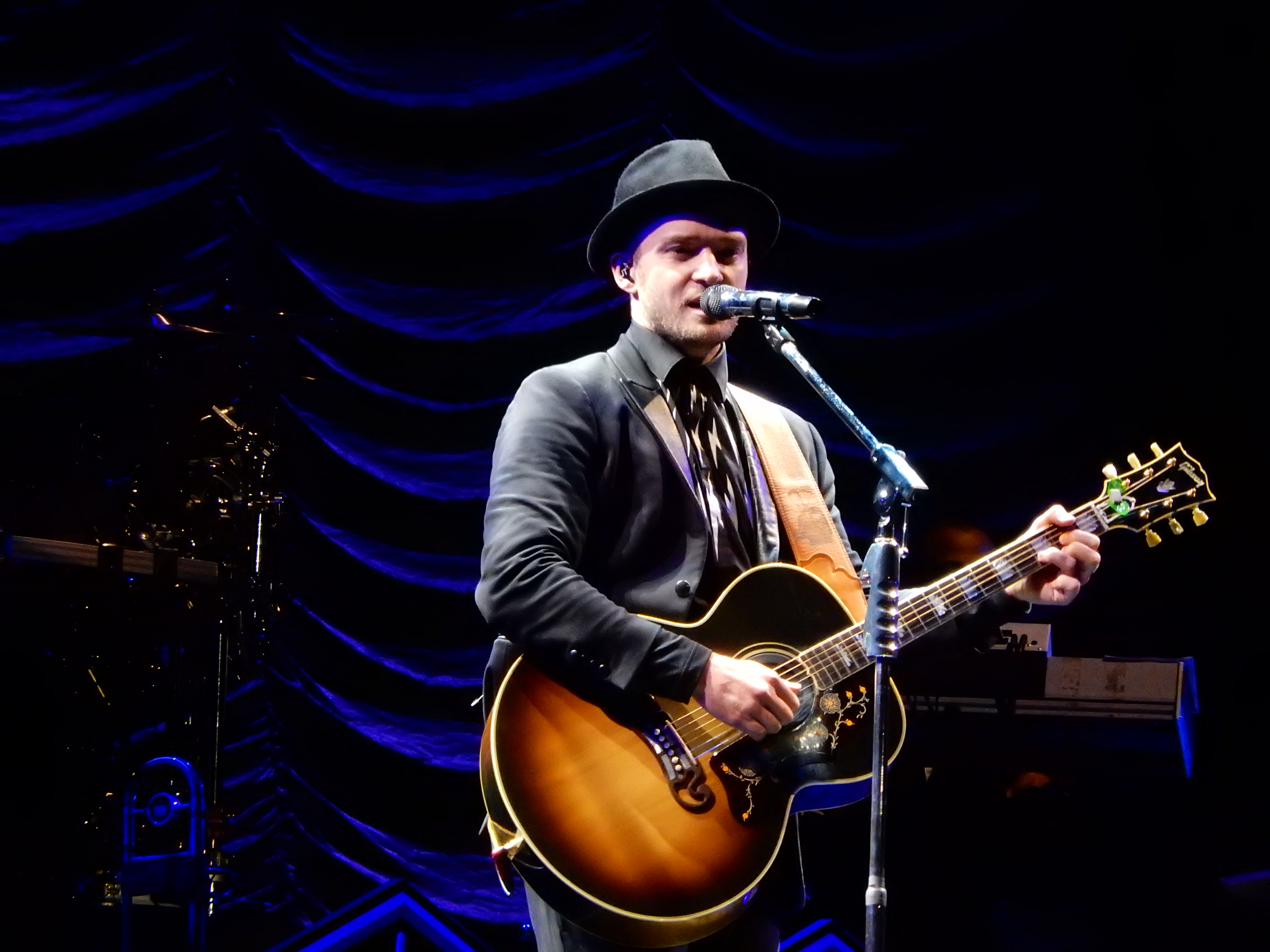
Bieber se convirtió en el primer artista desde Justin Timberlake en 2006 en conseguir tres sencillos número uno en Estados Unidos, de un mismo álbum.

En Estados Unidos, «Love Yourself» debutó en la posición cuatro de Billboard Hot 100, convirtiéndose en su noveno top diez, y su tercero en línea del álbum Purpose. También debutó en la posición dos y cuatro de Digital Songs y Streaming Songs respectivamente, con 141 000 descargas y 17.4 millones de streams. La siguiente semana bajó tres posiciones al siete. Luego de dos semanas, logró regresar a los cinco primeros, entretanto esa misma semana, «Sorry» y «What Do You Mean?» se ubicaban en la posición dos y cuatro respectivamente, lo que significaba que así como lo había hecho tres semanas atrás —con el debut de «Love Yourself» en el cuarto lugar— volvía a tener tres sencillos en el top cinco de la lista Hot 100, convirtiéndose en el tercer acto en lograrlo desde 50 Cent en 2005. No obstante, solo él y The Beatles, lograron dicha hazaña como artista principal en las tres pistas. En la lista del 6 de febrero de 2016, «Love Yourself» ascendió del tres al dos, esto mientras «Sorry» se encontraba como número uno. Con este logro Bieber se convirtió en el decimoséptimo acto en la historia del Hot 100 en posicionarse en los números uno y dos simultáneamente.
La siguiente semana «Love Yourself» reemplazó a «Sorry» del primer lugar, convirtiéndose en su tercer número uno consecutivo. Gracias a esto, Bieber es el décimo segundo artista en sucederse a sí mismo en los 57 años del Hot 100, el anterior artista en lograr ese mérito fue el también canadiense The Weeknd. Adicional a esto, Purpose se convirtió en el primer álbum de una artista masculino en producir tres sencillos número uno, desde que FutureSex/LoveSounds de Justin Timberlake lo lograra entre el 2006 y 2007. Luego de perder el primer lugar, debido al lanzamiento debut de Zayn «Pillowtalk», la siguiente semana recuperó esa posición. También reemplazó a «Sorry» en la primera posición de la lista de Billboard Radio Songs, con una audiencia radial de 144 millones. Para la siguiente semana bajó a la segunda posición, puesto que ocupó «Work» de Rihanna con Drake. A mediados de año, el tema comercializó 1.6 millones en Estados Unidos. En la lista del 7 de mayo de 2016, «Love Yourself» cumplió su semana número veintitrés en los diez primeros del Hot 100 de manera consecutiva para una canción debut, rompiendo el récord ya establecido por las canciones «Starships» de Nicki Minaj, «Sugar» de Maroon 5 y «What Do You Mean?» y «Sorry» de Bieber. Sin embargo tiempo después fue superado por «Closer» de The Chainsmokers que permaneció 32 semanas en el top diez entre 2016 y 2017.
El sencillo fue la canción más reproducida en Estados Unidos en todo el 2016, con casi 4 mil millones de impresiones de público, también la séptima más vendida de ese país con 1.8 millones de copias (sumando en total 2.7 millones). Gracias a todo esto, se convirtió en la canción más importante del 2016 en todo Estados Unidos, liderando la lista de fin de año de Billboard Hot 100.
En Canadá, «Love Yourself» debutó en la posición 85 de Canadian Hot 100, en la siguiente semana ascendió 82 posiciones a la tercera posición. Sin embargo, luego de permanecer varias semanas en los cinco primeros lugares, no fue hasta el 22 de febrero de 2016 que logró alcanzar el primer lugar de la lista. Para la mitad de año de 2016, el tema solo en Canadá logró vender 228 mil copias, convirtiéndolo en el sencillo más vendido por un artista canadiense. Al finalizar el año, había vendido otras 258 mil copias, ubicándose en la novena posición de lo más vendido.

### Europa y otros territorios

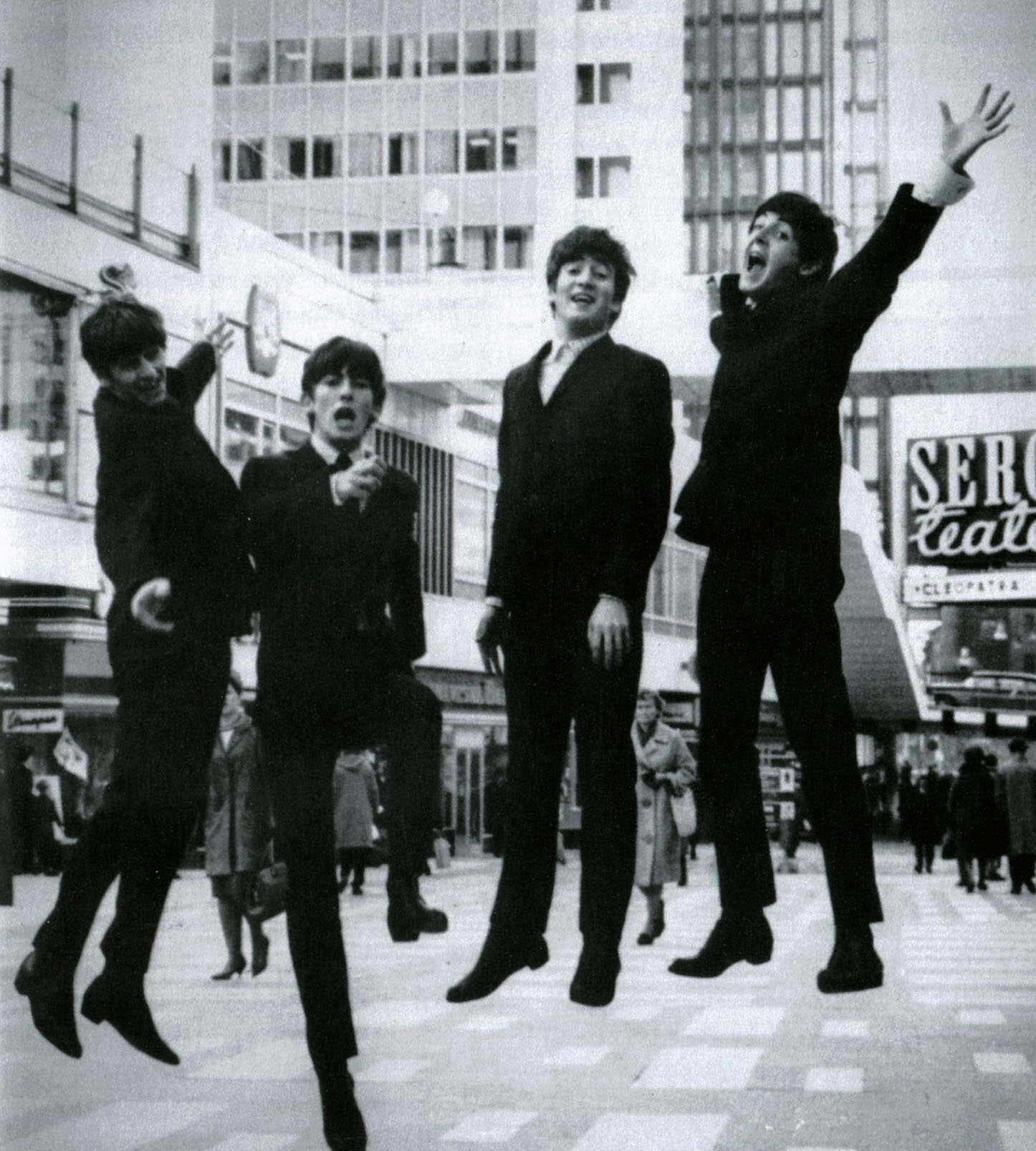
Bieber rompió el récord de The Beatles de mayor número de semanas en las dos primeras posiciones del UK Singles Chart, en Reino Unido.

En todo el territorio europeo logró buenos resultados comerciales. En Alemania alcanzó la tercera posición de su listado musical, mientras que certificó tres discos de oro por seiscientas mil copias. En Austria y las dos regiones de Bélgica se ubicó en las cinco primeras de sus respectivos listados, En Dinamarca alcanzó la primera posición y certificó tres discos de platino por sus altas ventas, mientras que en España, Finlandia, Francia, Irlanda, Italia y Noruega se estableció en las primeras diez posiciones. En otros países como Países Bajos, Portugal, Rumanía y Suecia, logró liderar sus listados, en Suecia, por ejemplo, certificó nueve discos de platino por 360 mil copias distribuidas tan solo en ese país. En otros territorios como Corea del Sur, alcanzó la primera posición de la lista internacional de Gaon Chart, y al finalizar 2016, comercializó 962 780 copias, En Sudáfrica, también llegó al número uno del Entertainment Monitoring Africa, asimismo tanto en Israel, como Líbano. En Nueva Zelanda, permaneció diez semanas en la cima de la lista, y certificó cinco discos de platino.
En Reino Unido, el sencillo debutó en la tercera posición en la lista UK Singles Chart el 19 de noviembre de 2015, después del lanzamiento de Purpose. La siguiente semana ascendió a la segunda posición, antes de reemplazar a «Sorry» de la cima de la tabla, el 4 de diciembre. Bieber se convirtió en el primer artista en reemplazarse a sí mismo en el primer lugar, desde que Elvis Presley lo lograra en 2005, además con «Love Yourself», Bieber logró su tercer sencillo número uno consecutivo. La semana siguiente se mantuvo en la cima, con ventas combinadas de 114 000 unidades, mientras que «Sorry» también permaneció en la segunda posición, lo que hizo a Bieber el único artista en sostener por dos semanas consecutivas los dos primeros puestos. «Love Yourself» y «Sorry» permanecieron en las mismas posiciones por otra semana, lo que convirtió a Bieber en el primer artista en logar cuatro semanas en los números uno y dos consecutivamente, rompiendo el récord de The Beatles, quienes habían logrado establecerse en las dos primeras posiciones por tres semanas (1967–68). «Love Yourself» fue reemplazado de la cima de la lista por el sencillo de caridad «A Bridge Over You» del Coro NHS, por casi 31 mil copias de más. No obstante, la semana siguiente recuperó la primera posición, siendo el primer número uno de 2016. En la segunda semana de ese año, no solo permaneció en la primera posición, también «Sorry» obtuvo la segunda posición y «What Do You Mean?» la tercera, convirtiendo a Bieber en el primer artista en la historia del UK Singles Chart, en ocupar las tres primeras posiciones. En total, el tema permaneció seis semanas no consecutivas en el número uno en el Reino Unido, y para el 4 de enero de 2016 había despachado 719 000 copias combinadas, mientras que para final de año, había superado la barrera del millón de copias combinadas, con 1.14 millones.
En Australia, «Love Yourself» debutó en la tercera posición del ARIA Singles Chart, luego del lanzamiento de Purpose, dándole a Bieber su quinto top tres en esa región. Esa misma semana en la lista, Bieber tenía tres sencillos dentro de los dies primeros: «Sorry» (2), «Love Yourself» (3) y «What Do You Mean?» (7). La semana siguiente, se convirtió en la pista con mayor stream, subiendo al segundo lugar y ganando un disco de oro, por 35 mil copias. En su cuarta semana en lista, ascendió a la cima, reemplazando a «Hello» de Adele, además ganó una certificación de platino, por 70 000 copias vendidas. Con esto, se convirtió en el único artista en tener dos sencillos número uno en Australia, ya que «What Do You Mean?» encabezó la lista en septiembre de ese año por cuatro semanas. Por las siguientes dos semanas, se mantuvo en lo alto de la lista de popularidad, y para la semana siguiente, también el número uno, junto con «Sorry» en la segunda posición y «What Do You Mean?» en la ocho, se convirtió en el primer acto en dominar las dos primeras posiciones desde que Macklemore & Ryan Lewis lo hicieron en 2013 con «Same Love» y «Thrift Shop». También fue el primer acto en tener tres sencillos dentro del top diez del listado desde 2012. La canción fue el primer número uno de 2016 y duró siete semanas consecutivas en esa posición, así posicionó a Bieber en el número 8 en la lista de las semanas más acumuladas (11) en el número uno en 2010. Además, se volvió su número uno de mayor duración en Australia.

## Vídeo musical, interpretaciones y versiones

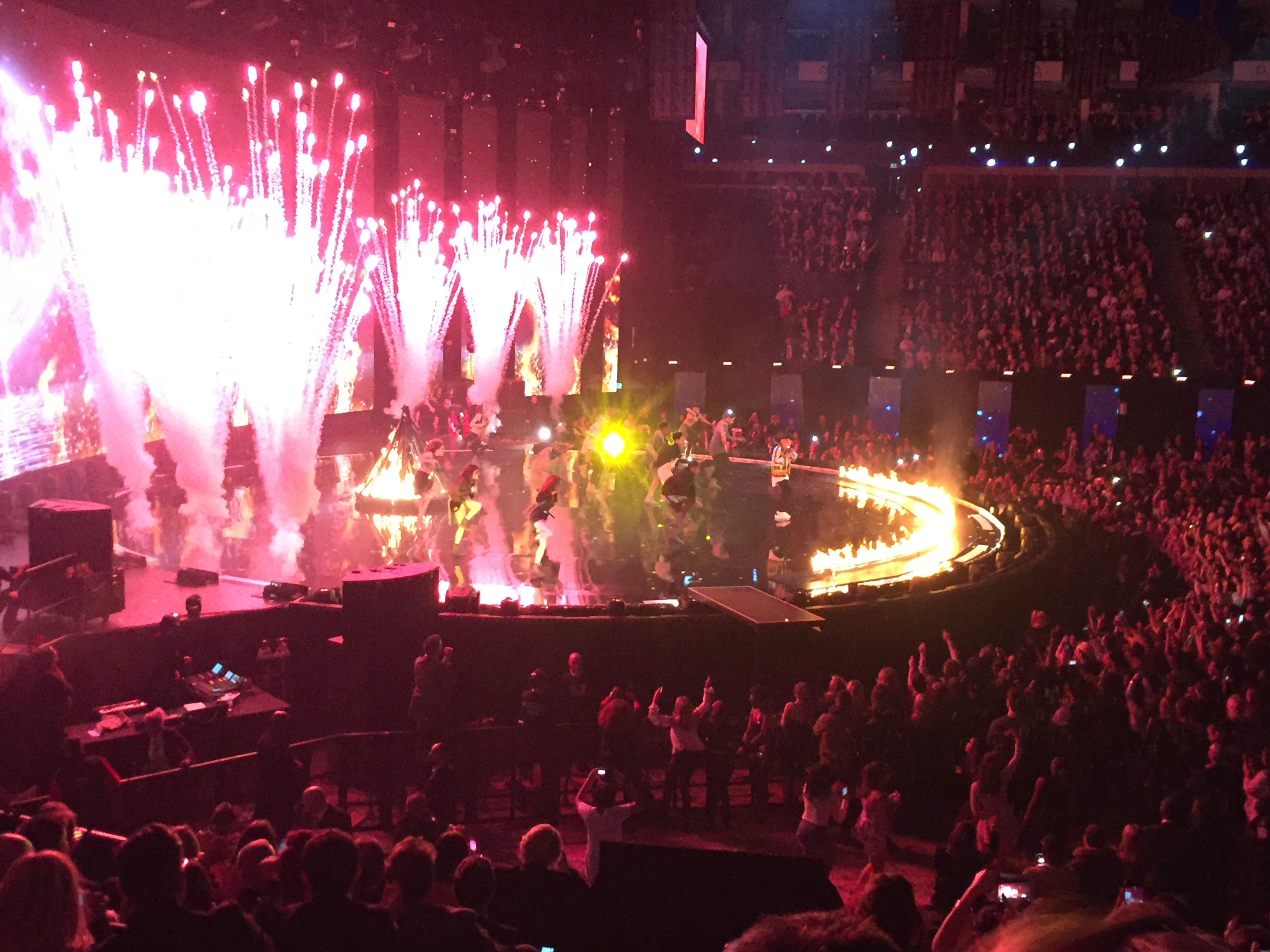
Justin Bieber, durante su presentación en los Brit Awards 2016.

El vídeo musical de la canción fue lanzado en YouTube el 14 de noviembre de 2015 junto con los otros vídeos de Purpose: The Movement. El clip comienza con Bieber diciendo: «El amor no es hacer esto por mí, y yo voy a hacer esto por ti. Eso no es lo que es el amor. El amor es solo que voy a hacer esto por ti porque quiero hacer esto por ti». Más tarde, el vídeo continua cuenta con la pareja de bailarines Keone y Mari Madrid bailando alrededor de su casa. Luego se ven bailando en las pantallas de sus teléfonos. El vídeo termina cuando la mujer despierta y encuentra una nota en la almohada de su esposo, que dice: «Ámate». Entretanto Tim Byron de Junkee declaró que «Si el videoclip de 'Love Yourself' evita imágenes en blanco y negro de un Bieber sin maquillaje usando mezclilla, es sólo porque la gente de Bieber en cambio optó por la ruta de Sia: imágenes de un par de personas haciendo un baile interpretativo, como el videoclip de Sia para 'Elastic Heart' con Maddie Ziegler y Shia LaBeouf».
Bieber presentó en vivo por primera vez «Love Yourself» durante la #BieberWeek (semana de Bieber en español), en el talk show de Ellen Degeneres, en dicho especial el intérprete concedió entrevistas, participó de juegos, bromas y cantó además «What Do You Mean?» y «Sorry». Seguido a esto, el 18 de noviembre de 2015 se presentó en Today Show, e interpretó «Love Yourself», así como nuevos temas, «Company», «The Feeling» con Halsey y «No Pressure» con Big Sean. Bieber también incluyó el tema en su repertorio para el Jingle Bell Ball 2015 de Capital FM. Bieber se presentó en la 58.ª edición de los Premios Grammy e interpretó el tema, luego se unió a Diplo y Skrillex e interpretaron «Where Are Ü Now».
El cantante interpretó una versión acústica de la canción con James Bay en la guitarra antes de interpretar «Sorry» durante los Brit Awards 2016. El 3 de abril de 2016, durante la tercera entrega de los iHeartRadio Music Awards, vistiendo rastas, cadenas de oro y una chaqueta roja suelta, interpretó una versión acústica de la canción, así como el tema «Company». Bieber incluyó el tema en el repertorio de su gira mundial Purpose World Tour. En la actuación, Bieber se acompaña de una guitarra acústica mientras está sentado en un sofá de terciopelo rojo en el centro del escenario. También cantó el tema en un show pregrabado de los Radio Disney Music Awards, especial para sus fanes.
La cantante canadiense Alessia Cara publicó un vídeo versionando el tema en su canal de YouTube el 14 de noviembre de 2015,  en el clip estuvo acompañada de una guitarra. El artista británico Conor Maynard también realizó una rendición del sencillo y lo publicó en su cuenta de YouTube el 17 de noviembre de 2015. La banda danesa Lukas Graham interpretó el tema durante el The Summertime Ball 2016, de Capital FM. La cantante estadounidense Halsey realizó una versión del tema en el estudio Like a Version de la estación de radio australiana Triple J. De esta versión llamó la atención el cambio de «love yourself» por «fuck yourself». Los cantantes británicos Yo Preston y Kelly Kiara se unieron para escribir una respuesta a la canción, llamaron a la versión «Love Yourself vs F**ck Yourself». En su versión, Kiara responde a las letras de Bieber tomando los hábitos de engaño de un muchachos y celos abrumadores. Dicha versión alcanzó los veinte primeros en la lista de sencillos de Australia, en la posición dieciséis.
La actriz y cantante Sofia Carson realizó una versión del tema durante su presentación en el Honda Stage de iHeartRadio de 2016, en esa interpretación solo estuvo acompañada de un piano. Ed Sheeran interpretó el tema en la gala de East Anglian Children's Hospic el 30 de noviembre de 2016, el intérprete comentó que «Probablemente nunca la volveré a tocar, pero solo quiero hacerlo una vez». La cantante Lindsay Ell realizó una rendición de «Love Yourself», acompañada de una guitarra acústica, asimismo Hailee Steinfeld. Otras versiones del tema incluyen a Sweet California, The Vamps, Craig David, Leroy Sánchez, Inna, Camila Cabello y Jacob Whitesides, entre otros.

## Créditos y personal
Grabación y mezcla
- Grabado en Record Plant, Los Ángeles, California
- Mezclado en Henson Recording Studios, Los Ángeles, California
- Publicación de Sony/ATV Songs LLC, una división de Sony/ATV Music Publishing

Personal
- Ed Sheeran: Composición
- Benny Blanco: guitarra eléctrica.
- Justin Bieber: voces
- Philip Beaudreau: trompeta.
- Chris «Anger Management» Sclafani: Ingeniería de sonido.
- Simon Cohen: Ingeniería de sonido.
- Josh Gudwin: Ingeniería de sonido, mezcla.
- Chris O'Ryan: Ingeniería adicional.
- Henrique Andrade: Ingeniería adicional.
- Derrick Stockwell: Asistente de mezcla.
- Andrew «McMuffin» Luftman: Coordinación de producción.
- Seif «Mageef» Hussain: Coordinación de producción.

Fuente: Notas del disco Purpose

## Posicionamiento en listas
| País (Lista)                              | Mejor posición |
| ----------------------------------------- | -------------- |
| Alemania (Media Control AG)               | 3              |
| Alemania (Airplay Chart)                  | 1              |
| Argentina (Monitor Latino)                | 10             |
| Australia (ARIA Singles Chart)            | 1              |
| Austria (Ö3 Austria Top 40)               | 2              |
| Bélgica (Flandes) (Ultratop 50)           | 2              |
| Bélgica (Valonia) (Ultratop 50)           | 3              |
| Brasil (Billboard Brasil Hot 100)         | 28             |
| Canadá (Canadian Hot 100)                 | 1              |
| Corea del Sur (Gaon International Chart)  | 1              |
| Croacia (ARC Top 40)                      | 23             |
| Dinamarca (Tracklisten)                   | 1              |
| Escocia (Scotland Singles Chart)          | 1              |
| Eslovaquia (Rádio Top 100)                | 1              |
| Eslovaquia (Singles Digitál Top 100)      | 1              |
| Eslovenia (Slo Top 50)                    | 1              |
| España (Top 100 Canciones)                | 2              |
| España (Los 40 Principales)               | 1              |
| Estados Unidos (Billboard Hot 100)        | 1              |
| Estados Unidos (Adult Contemporary)       | 1              |
| Estados Unidos (Adult Pop Songs)          | 1              |
| Estados Unidos (Digital Songs)            | 1              |
| Estados Unidos (Pop Songs)                | 1              |
| Estados Unidos (Radio Songs)              | 1              |
| Europa (Euro Digital Songs)               | 1              |
| Finlandia (Suomen virallinen lista)       | 7              |
| Francia (SNEP Singles)                    | 4              |
| Grecia (Greece Digital Songs)             | 6              |
| Hungría (Single Top 40)                   | 6              |
| Irlanda (Irish Singles Chart)             | 1              |
| Israel (Media Forest)                     | 1              |
| Italia (FIMI Singles)                     | 10             |
| Japón (Japan Hot 100)                     | 75             |
| Líbano (Lebanese Top 20)                  | 1              |
| Luxemburgo (Luxembourg Digital Songs)     | 2              |
| México (México Airplay)                   | 2              |
| México (México Inglés Airplay)            | 3              |
| Noruega (Topp 40 Singles)                 | 3              |
| Nueva Zelanda (RMNZ)                      | 1              |
| Países Bajos (Dutch Top 40)               | 1              |
| Países Bajos (Mega Single Top 100)        | 1              |
| Polonia (Polish Airplay Top 100)          | 3              |
| Portugal (AFP)                            | 1              |
| Reino Unido (UK Singles Chart)            | 1              |
| República Checa (Rádio Top 100)           | 1              |
| República Checa (Singles Digitál Top 100) | 1              |
| Rumania (Media Forest)                    | 1              |
| Sudáfrica (EMA)                           | 1              |
| Suecia (Sverigetopplistan)                | 1              |
| Suiza (Schweizer Hitparade)               | 4              |
| Venezuela (Top Anglo)                     | 1              |

| País (Lista)                              | Mejor posición |
| 2015                                      | 2015           |
| ----------------------------------------- | -------------- |
| Alemania (Media Control AG)               | 98             |
| Australia (ARIA Singles Chart)            | 25             |
| Dinamarca (Tracklsiten)                   | 43             |
| Países Bajos (Dutch Top 40)               | 81             |
| Países Bajos (Single Top 100)             | 46             |
| Reino Unido (UK Singles Chart)            | 24             |
| Suecia (Sverigetopplistan)                | 51             |
| 2016                                      |                |
| Alemania (Media Control AG)               | 12             |
| Australia (ARIA Singles Chart)            | 10             |
| Austria (Ö3 Austria Top 40)               | 13             |
| Bélgica (Flandes) (Ultratop 50)           | 15             |
| Bélgica (Valonia) (Ultratop 50)           | 21             |
| Canadá (Canadian Hot 100)                 | 2              |
| Corea del Sur (Gaon International Charts) | 2              |
| Dinamarca (Tracklsiten)                   | 2              |
| Eslovenia (Slo Top 50)                    | 10             |
| España (Top 100 Canciones)                | 12             |
| Estados Unidos (Billboard Hot 100)        | 1              |
| Estados Unidos (Adult Contemporary)       | 2              |
| Estados Unidos (Adult Pop Songs)          | 7              |
| Estados Unidos (Digital Songs)            | 1              |
| Estados Unidos (Pop Songs)                | 1              |
| Estados Unidos (Radio Songs)              | 1              |
| Francia (SNEP)                            | 13             |
| Hungría (Single Top 100)                  | 33             |
| Israel (Media Forest)                     | 6              |
| Italia (FIMI Singles)                     | 18             |
| Nueva Zelanda (RMNZ)                      | 3              |
| Países Bajos (Dutch Top 40)               | 21             |
| Países Bajos (Single Top 100)             | 7              |
| Polonia (Polish Airplay Top 100)          | 20             |
| Reino Unido (UK Singles Chart)            | 8              |
| Suecia (Sverigetopplistan)                | 10             |
| Suiza (Schweizer Hitparade)               | 9              |

## Certificaciones
| País (organismo certificador) | Certificación  | Ventas certificadas |
| ----------------------------- | -------------- | ------------------- |
| Alemania (BVMI)               | 3× Oro         | 600 000             |
| Australia (ARIA)              | 6× Platino     | 420 000             |
| Austria (IFPI Austria)        | Oro            | 15 000              |
| Bélgica (BEA)                 | 2× Platino     | 60 000              |
| Canadá (Music Canada)         | 7× Platino     | 560 000             |
| Corea del Sur                 | —              | 962 780             |
| Dinamarca (IFPI Dinamarca)    | 3× Platino     | 180 000             |
| España (PROMUSICAE)           | 3× Platino     | 120 000             |
| Estados Unidos (RIAA)         | 6× Platino     | 2 721 000           |
| Francia                       | —              | 51 600              |
| Italia (FIMI)                 | 5× Platino     | 250 000             |
| México (AMPROFON)             | 4× Platino+Oro | 270 000             |
| Nueva Zelanda (RMNZ)          | 5× Platino     | 75 000              |
| Polonia (ZPAV)                | 3× Platino     | 60 000              |
| Reino Unido (BPI)             | 3× Platino     | 1 800 000           |
| Suecia (GLF)                  | 9× Platino     | 360 000             |

## Historial de lanzamientos
| Territorio | Fecha                  | Formato             | Discográfica       |
| ---------- | ---------------------- | ------------------- | ------------------ |
| [ 1 ]      | 9 de noviembre de 2015 | Descarga digital    | Def Jam Recordings |
| Italia     | 15 de abril de 2016    | Radio contemporánea | Universal Music    |